# Artur Saraiva de Castilho

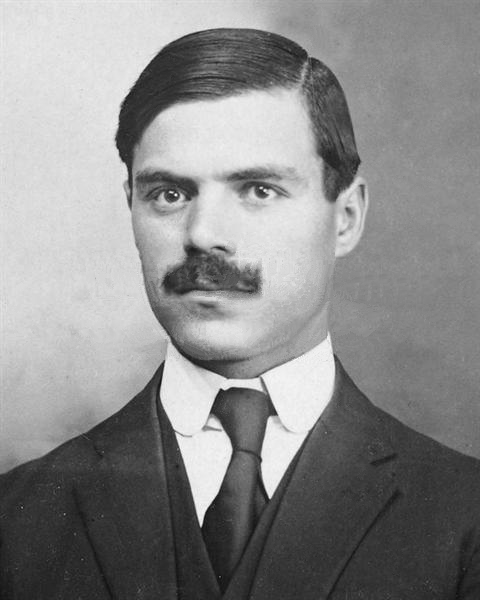
Artur Saraiva de Castilho

Artur Saraiva de Castilho (Vila Nova de Foz Coa, Cedovim, 3 de Junho de 1893 - ?) foi um engenheiro agrónomo, publicista e político português.

## Biografia
Filho de José Maria Saraiva de Castilho e de sua mulher Lucinda Virgínia da Costa.
Engenheiro Agrónomo, publicou numerosos trabalhos sobre a sua especialidade.
Foi eleito Deputado em 1925, pelo Círculo Eleitoral de Gouveia, nas listas do Partido Democrático.